# 2015년 1월 그리스 총선거
2015년 그리스 총선거는 그리스 의회가 대통령 선출에 실패해 2015년 1월 25일에 치러진 선거다. 급진좌파연합(시리자)이 절반보다 1석이 부족한 149석을 얻어 승리했다. 급진좌파연합은 좌파 정당인 토 포타미 대신 긴축 정책에 반대하는 우파 정당인 독립 그리스인과 연정을 구성했다.

## 같이 보기
- 그렉시트